# Hal Yates
Pour les articles homonymes, voir Yates.
Hallett Douglas « Hal » Yates, né le 26 juillet 1899 à Chicago et mort le 1er août 1969 à Los Angeles, est un réalisateur et scénariste américain.

## Filmographie partielle

### Comme réalisateur
- 1926 : The Nickel-Hopper co-réalisé avec F. Richard Jones
- 1927 : Anything Once! co-réalisé avec F. Richard Jones
- 1927 : One Hour Married  co-réalisé avec Jerome Strong
- 1928 : Imagine My Embarrassment
- 1928 : Is Everybody Happy?
- 1928 : All Parts
- 1928 : The Booster
- 1928 : A Pair of Tights